# Échangeur de Château-Fromage
 (juin 2025).
Motif : Pas de sources. Voir Discussion:Échangeur de Shimukappu/Admissibilité.
- Archive Wikiwix
- Bing
- Cairn
- DuckDuckGo
- E. Universalis
- Gallica
- Google
- G. Books
- G. News
- G. Scholar
- Persée
- Qwant
- (zh) Baidu
- (ru) Yandex
- (wd) trouver des œuvres sur Wikidata

| 1. | Préciser le motif de la pose du bandeau. | Précisez le motif de la pose du bandeau en utilisant la syntaxe suivante : {{admissibilité à vérifier\|date=juin 2025\|motif=remplacez ce texte par le motif}}                                    |
| 2. | Informer les utilisateurs concernés.     | Pensez à avertir le créateur de l'article, par exemple, en insérant le code ci-dessous sur sa page de discussion : {{subst:avertissement admissibilité à vérifier\|Échangeur de Château-Fromage}} |

L'échangeur de Château-Fromage est un important nœud routier de la Vendée. Il permet entre autres de desservir la ville de La Roche-sur-Yon depuis l'autoroute A87.
L'accès par l'autoroute A87 se fait depuis la sortie:  30: La Roche-sur-Yon-Est
L'échangeur de Château-Fromage est situé sur la commune de La Roche-sur-Yon sur l'ancienne commune de Château-Fromage.

## Axes
- l'autoroute A87 en direction de Cholet et Angers
- la rocade sud A87 contournant La Roche-sur-Yon, et la RD160 en direction des Sables-d'Olonne
- la RD948 (voie express) en direction de l'autoroute A83 et de Niort
- la RD948 (voie express) rocade nord de la Roche-sur-Yon
- la RD2948 permettant d'accéder au centre de la Roche-sur-Yon
- la RD101 qui dessert les communes avoisinantes